# Arotrephes brevicauda
Arotrephes brevicauda är en stekelart som beskrevs av Horstmann 1995. Arotrephes brevicauda ingår i släktet Arotrephes och familjen brokparasitsteklar. Inga underarter finns listade.